# Danh sách giáo hoàng theo quốc gia

Quốc huy của Tòa Thánh

Dưới đây là danh sách các giáo hoàng theo quốc gia nơi sinh ở thời cổ đại – Trung Cổ và theo quốc tịch ở thời hiện đại, được liệt kê theo trình tự thời gian. Vì chức vụ giáo hoàng đã tồn tại gần hai thiên niên kỷ, nhiều quốc gia là nơi sinh của các giáo hoàng ở giai đoạn đầu (ví dụ như Đế quốc La Mã, Đế quốc La Mã Thần thánh, Lãnh địa Giáo hoàng,...) ngày nay đã không còn tồn tại nữa, vì vậy danh sách được thống kê dựa trên phân chia địa giới hành chính quốc tế hiện tại.

## Tổng quan
Tính đến lần gần nhất mà bài viết này được cập nhật, đã có 265 người trở thành giáo hoàng, không tính các giáo hoàng đối lập và Giáo hoàng đắc cử Stêphanô – vị giáo hoàng "hụt" duy nhất trong lịch sử Giáo hội. Trong đó mỗi châu lục, ngoại trừ Châu Đại Dương, đều đã có ít nhất một giáo hoàng. Mặc dù vậy thì theo Niên giám Tòa Thánh lại ghi nhận có tới 267 triều đại giáo hoàng, điều này là do Giáo hoàng Biển Đức IX đã được bầu làm giáo hoàng đến ba lần (1032–1044, 1045 và 1047–1048), ông là giáo hoàng duy nhất trị vì trong nhiều hơn một triều đại.
- 212 từ Ý (bắt đầu từ Giáo hoàng Linô, gần đây nhất là Giáo hoàng Gioan Phaolô I, bao gồm gần như toàn bộ các giáo hoàng, chỉ trừ một số ít giáo hoàng được liệt kê ở các quốc gia còn lại bên dưới)
- 17 từ Pháp (Giáo hoàng Silvestrô II, Giáo hoàng Lêô IX, Giáo hoàng Stêphanô IX, Giáo hoàng Nicôla II, Giáo hoàng Urbanô II, Giáo hoàng Calixtô II, Giáo hoàng Clêmentê IV, Giáo hoàng Urbanô IV, Giáo hoàng Innôcentê V, Giáo hoàng Máctinô IV, Giáo hoàng Clêmentê V, Giáo hoàng Gioan XXII, Giáo hoàng Biển Đức XII, Giáo hoàng Clêmentê VI, Giáo hoàng Innôcentê VI, Giáo hoàng Urbanô V và Giáo hoàng Grêgôriô XI)
- 8 từ Hy Lạp (Giáo hoàng Anaclêtô, Giáo hoàng Têlesphôrô, Giáo hoàng Hyginô, Giáo hoàng Êlêuthêrô, Giáo hoàng Antêrô, Giáo hoàng Xíttô II, Giáo hoàng Dôsimô và Giáo hoàng Gioan VII)
- 5 từ Syria (Giáo hoàng Phêrô – giáo hoàng đầu tiên, Giáo hoàng Anicêtô, Giáo hoàng Gioan V, Giáo hoàng Sisinniô và Giáo hoàng Grêgôriô III)[a]
- 4 từ Đức (Giáo hoàng Clêmentê II, Giáo hoàng Đamasô II, Giáo hoàng Victor II và Giáo hoàng Biển Đức XVI)
- 3 từ Tunisia (Giáo hoàng Victor I, Giáo hoàng Miltiađê và Giáo hoàng Gêlasiô I)
- 2 từ Bồ Đào Nha (Giáo hoàng Đamasô I và Giáo hoàng Gioan XXI)
- 2 từ Croatia (Giáo hoàng Caiô và Giáo hoàng Gioan IV)
- 2 từ Đất Thánh, hay Israel/Palestine ngày nay (Giáo hoàng Êvaristô, Giáo hoàng Thêôđorô I)
- 2 từ Tây Ban Nha (Giáo hoàng Calixtô III và Giáo hoàng Alexanđê VI)
- 1 từ Anh (Giáo hoàng Ađrianô IV)
- 1 từ Argentina (Giáo hoàng Phanxicô)
- 1 từ Áo (Giáo hoàng Grêgôriô V)
- 1 từ Ba Lan (Giáo hoàng Gioan Phaolô II)
- 1 từ Hà Lan (Giáo hoàng Ađrianô VI)
- 1 từ Hoa Kỳ/Perú (Giáo hoàng Lêô XIV)
- 1 từ Liban (Giáo hoàng Constantinô)
- 1 từ Thổ Nhĩ Kỳ (Giáo hoàng Gioan VI)

### Bảng thống kê
Lưu ý:
- Số liệu trong bảng này có thể không tương đồng so với các nguồn thông tin khác cùng chủ đề, do trong bảng này mỗi giáo hoàng sẽ chỉ được tính 1 lần duy nhất, khác với bài viết tương ứng trong tiếng Anh của bài viết này.
- Các quốc gia được sắp xếp theo số lượng giáo hoàng từ cao xuống thấp, với các quốc gia có số lượng giáo hoàng bằng nhau (đồng hạng) thì sẽ được sắp xếp theo thứ tự bảng chữ cái.

| #       | Quốc gia/quốc tịch | Số lượng giáo hoàng | Thời điểm kết thúc của triều đại gần đây nhất |
| ------- | ------------------ | ------------------- | --------------------------------------------- |
| 1       | Ý                  | 212                 | 1978                                          |
| 2       | Pháp               | 17                  | 1378                                          |
| 3       | Hy Lạp             | 8                   | 707                                           |
| 4       | Syria              | 5                   | 741                                           |
| 5       | Đức                | 4                   | 2013                                          |
| 6       | Tunisia            | 3                   | 496                                           |
| 7       | Bồ Đào Nha         | 2                   | 1277                                          |
| 7       | Croatia            | 2                   | 642                                           |
| 7       | Đất Thánh          | 2                   | 649                                           |
| 7       | Tây Ban Nha        | 2                   | 1503                                          |
| 10      | Anh                | 1                   | 1159                                          |
| 10      | Argentina          | 1                   | 2025                                          |
| 10      | Áo                 | 1                   | 999                                           |
| 10      | Ba Lan             | 1                   | 2005                                          |
| 10      | Hà Lan             | 1                   | 1523                                          |
| 10      | Hoa Kỳ/ Perú       | 1                   | hiện tại                                      |
| 10      | Liban              | 1                   | 715                                           |
| 10      | Thổ Nhĩ Kỳ         | 1                   | 705                                           |
| Tổng số | Tổng số            | 265 giáo hoàng      | 267 triều đại giáo hoàng                      |